# Leonowo (gmina Radziejów)
Leonowo – wieś w Polsce, położona w województwie kujawsko-pomorskim, w powiecie radziejowskim, w gminie Radziejów.
W latach 1975–1998 miejscowość administracyjnie należała do województwa włocławskiego.